# 蓬塞 (上索恩省)
蓬塞（法語：Pontcey，法語發音：[pɔ̃sɛ]）是法国上索恩省的一个市镇，属于沃苏勒区。

## 地理
蓬塞（47°37'51"N, 6°1'47"E）面积5.87 平方千米，位于法国勃艮第-弗朗什-孔泰大區上索恩省，该省份为法国东部内陆省份，北起顺时针与孚日省、贝尔福地区省、杜省、汝拉省、科多尔省和上马恩省接壤。
与蓬塞接壤的市镇（或旧市镇、城区）包括：沃舒、沙里耶、蒙蒂尼莱沃苏勒、蒙-勒韦尔努瓦。

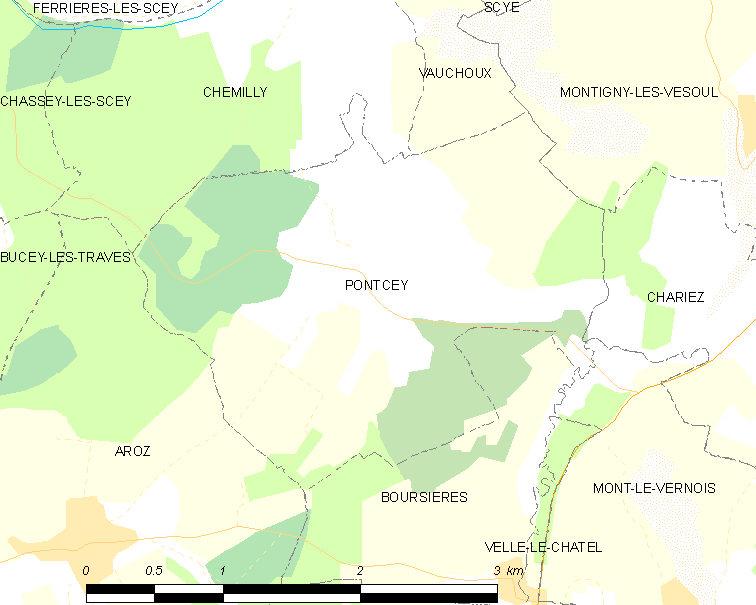
的OSM定位图

蓬塞的时区为UTC+01:00、UTC+02:00（夏令时）。

## 行政
蓬塞的邮政编码为70360，INSEE市镇编码为70417。

## 政治
蓬塞所属的省级选区为索恩河畔塞和圣阿尔班县。

## 人口

1962-2008年间人口变化图示

蓬塞于2022年1月1日时的人口数量为294人。